# Seriana definita
Seriana definita är en insektsart som beskrevs av Irena Dworakowska 1994. Seriana definita ingår i släktet Seriana och familjen dvärgstritar. Inga underarter finns listade i Catalogue of Life.